# تصادفات اتوبوس‌ها در ایران
تصادفات اتوبوس‌ها در ایران از حیث تعداد طی سه دهه گذشته بخش مهمی از تصادفات جاده ای ایران را شکل داده‌اند. آمار دقیقی از تلفات مختص اتوبوس‌ها وجود ندارد، اما با توجه به اینکه ایران از بین ۱۹۰ کشور جهان، دومین آمار بالای تلفات جاده ای را دارد و با توجه به ظرفیت بیشتر اتوبوس‌ها می‌توان گفت، تلفات تصادف‌های اتوبوسها بسیار بالا هستند که تنها برخی از آنها در رسانه‌ها مورد پوشش قرار می‌گیرند.

## اصلی‌ترین عوامل تصادف اتوبوس‌ها
بر اساس آمار و بررسی میزان عوامل تأثیرگذار در تصادف‌های ایران در سال ۹۳، ۵۲٪ انسان، ۳۰٪ مشکلات جاده‌ای و ۱۳٪ نقص فنی خودروها در تصادفات رانندگی نقش داشتند. بر اساس گزارش اداره راهور پلیس راهنمایی و رانندگی در سال ۹۳ نزدیک به ۱۵۶ هزار تصادف در جاده‌های کشور ثبت شده که ۵۴ هزار مورد تصادف که نزدیک به یک سوم کل تصادفات را تشکیل می‌دهد مربوط به عوامل ناشی از مشکلات مربوط به جاده‌ها و حدود ۸۱ هزار تصادف که نزدیک به نیمی از کل تصادفات جاده‌ای سال ۹۳ را شامل می‌شود ناشی از اشتباهات انسانی بود از مهم‌ترین دلایل آن می‌توان به عوامل انسانی از جمله مصرف مواد مخدر و روانگردان، سرعت زیاد، بی‌احتیاطی رانندگان و بی‌توجهی به مقررات راهنمایی و رانندگی (فرهنگ رانندگی) و عوامل فنی و محیطی از جمله خودروهای فرسوده، پایین بودن سطح ایمنی خودروها، کاستی‌ها در کنترل کیفی خودروهای موجود و کیفیت پایین وغیر استاندارد بودن جاده‌ها اشاره کرد.
می‌توان به چند علت اصلی تصادفات در ایران اشاره داشت:
- علل انسانی: مصرف مخدرات، سبقت غیرمجاز، سرعت غیرمجاز، و…

بر اساس گزارش اداره راهور پلیس راهنمایی و رانندگی در سال ۹۳ حدود ۸۱ هزار تصادف که نزدیک به نیمی از کل تصادفات جاده‌ای سال ۹۳ را شامل می‌شود ناشی از اشتباهات انسانی بود.
- کمبود فوریت‌های اضطراری: در ایران می‌توان گفت که آتش‌نشانان همیشه پس از سوختن انسان‌ها به محل حادثه رجوع می‌کنند. همچنین در میان اکثر جاده‌های ایران، آتش‌نشانی و اورژانسی وجود ندارد بلکه مراکز چنین فوریت‌هایی در شهرها هستند. همچنین می‌توان گفت که تقریباً تمامی مناطق ایران از آتش‌نشانی هوایی و اورژانس هوایی که می‌توانند بسیار سریع‌تر رجوع کنند، محروم هستند.
- بی‌کیفیتی خودروها: طبق برنامه‌ریزی‌هایی که انجام گرفته، مقرر شده بود تا برای ارتقا و جوان‌سازی ناوگان صنعت حمل‌ونقل سنگین جاده‌ای و صرفه‌جویی سوخت با حمایت از صاحبان ناوگان سنگین، به خروج خودروهای فرسوده و جایگزینی با خودروهای با تکنولوژی بالاتر و نو اقدام شود. براساس نوسازی ناوگان سنگین و نیمه‌سنگین که از اسفند ۱۳۹۶ به تصویب شورای اقتصاد رسید، قرار بود ۲۸ هزار دستگاه اتوبوس جایگزین شود، با این حال بسیاری از اتوبوس‌ها فرسوده همچنان در جاده‌ها در حال تردد هستند. همچنین در مواردی برخلاف قانون اتوبوس‌های مسافربری بعد از تصادف مجدداً به جاده‌های کشور بازمی‌گردند.
- استاندارد نبودن جاده‌ها: برخی از جاده‌های بین‌راهی ایران چنان کسل‌کننده و مخروب هستند. همچنین جاده‌های پیچ‌درپیچ و شیب‌دار ایران موجب تصادف می‌شود. همچنین اکثر جاده‌های ایرانی دوبانده هستند و کوچک‌ترین انحراف موجب برخورد خواهند شد.[۳]
- ضعف قانون: براساس در صورتیکه راننده اتوبوس بر اثر مصرف مواد مخدر یا مشروبات الکلی موجب تصادف و فوت یا جرح مسافرین شود، علاوه بر جریمه نقدی فقط تا شش ماه از رانندگی محروم خواهد بود و کلیه خسارات و دیه‌ها توسط بیمه پرداخت می‌شود. در صورتیکه در بسیاری کشورها قوانین بسیار سنگین تری در انتظار متخلفان است.[۸][۹]

## فهرست برخی از پرتلفات‌ترین تصادفات اتوبوس‌ها طی سال‌های اخیر
- تصادف اتوبوس سربازان در جاده دهشیر به آباده.[۱۰]
- تصادف اتوبوس خبرنگاران در آذربایجان[۱۱]
- تصادف اتوبوس تهران به شیراز (۸ بهمن ۱۳۹۸)[۱۲]
- تصادف اتوبوس دانشجویان واحد علوم تحقیقات دانشگاه آزاد (۴ دی ۱۳۹۷)
- تصادف اتوبوس مسافربری سنندج-تهران (۲۰ تیر ۹۷)
- تصادف اتوبوس ولوو در جاده اصفهان یزد (۵ اسفند ۱۳۹۶)
- واژگون شدن اتوبوس زائرین اربعین (۱۸ آبان ۱۳۹۵)[۱۳]
- تصادف اتوبوس تهران-یزد (شهریور ۱۳۹۲)[۱۴]
- واژگونی اتوبوس دانش‌آموزی راهیان نور (۲۸ مهر ۱۳۹۱)[۱۵]
- سقوط اتوبوس گردشگران عراقی به دره سیاه‌بیشه[۱۶]
- واژگونی اتوبوس گردشگران در قزوین (خرداد۱۴۰۱)
- واژگونی اتوبوس دبیرستان تیزهوشان دخترانه کرمان (۱۸بهمن ۱۴۰۳)